# Transports en commun de Dinan
Ne doit pas être confondu avec Dinamo (métro de Moscou).
« Dinamo ! » est le réseau de transport en commun de Dinan Agglomération, qui en est l'autorité organisatrice de la mobilité desservant principalement la ville de Dinan dans les Côtes-d'Armor mais également quelques communes limitrophes. Exploité par délégation de service public à Transdev CAT 22, la particularité de ce réseau est la gratuité totale pour les voyageurs depuis son lancement en 2018.
Il a succédé à un premier réseau nommé « Dinanbus » qui ne desservait que la commune de Dinan, qui a été et activité de 1999 à 2018 puis remplacé par le réseau actuel.

## Historique

### RéseauDinanbus(1999-2018)

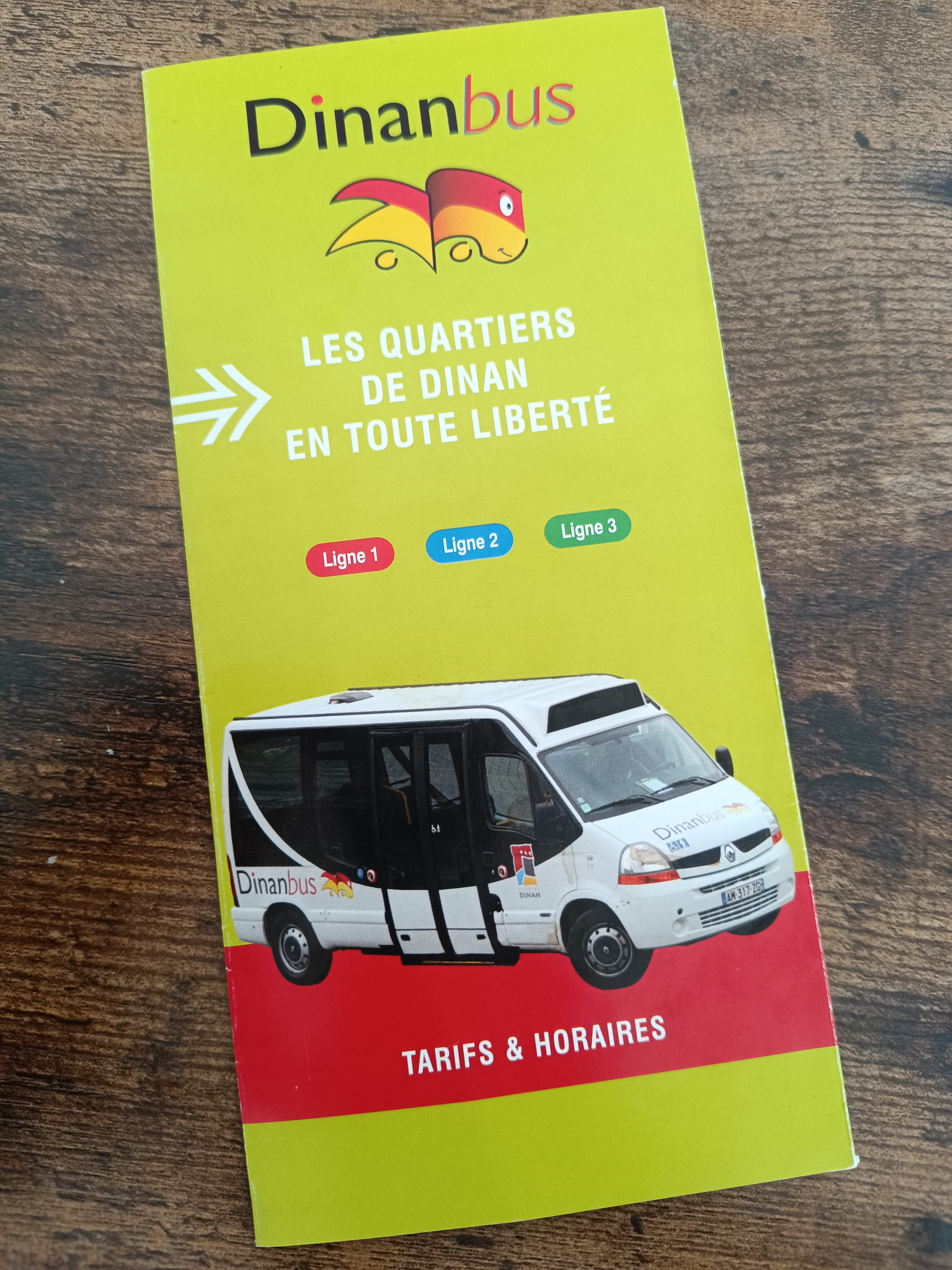
Fiche horaire Dinanbus.

Lancé le 13 février 1999, le réseau Dinanbus est mis en service à la demande de la population. Ceux-ci ont concrétisé la demande auprès de la commune afin d'établir des déplacements de loisirs tels que pour les personnes âgées, les mères de famille voulant faire leurs courses ou les adolescents voulant se déplacer. La topographie de la ville à forte déclivité et l'éloignement de quartiers les plus peuplés expliquent également le besoin d'un tel service. Le réseau de quatre lignes est exploité par la ville.
Dès le lancement, cinq lignes sont mit en fonction. Pour les lignes 1, 2 et 3, le service est assuré du lundi au samedi de 8 h 35 à 18 h 10 à l'aide de plusieurs fourgons Citroën Jumper phase I carrossés en minibus de type Business. Ces trois lignes urbaines sont gérées par l'entreprise de transport local Les Courriers Bretons (filiale de Via-GTI) pour une durée de cinq ans avec la première année en test. La ligne 4 qui relie le centre-ville au port est sous-traitée aux artisans taxi locaux. Les quatre lignes disposent d'un total de 37 arrêts et 25 000 voyages/an. Elles sont toutes en correspondance à la place Duclos-Pinot. Le tarif du ticket unitaire est de 5 Francs tandis que le carnet de 10 tickets est de 45 Francs. Un service supplémentaire est assuré par la Compagnie Armoricaine de Transports  des Côtes-d'Armor (CAT 22) — filiale du Groupe Verney — avec un Renault PR 100.MI et un CBM LMB 11. La ligne périurbaine relie la commune d'Aucaleuc à Dinan, via Léhon, Trélivan et Quevert avec une fréquence de cinq aller/retours par jour. La tarification est identique aux autres lignes urbaines.
En septembre 1999, les itinéraires des lignes 2 et 4 sont légèrement revus et une rotation en période scolaire est créée le matin et le soir sur les lignes 1 et 3.
En janvier 2002, le réseau s'améliore au niveau de certains horaires avec quelques services complémentaires. Le prix du ticket unitaire passe à 0,85 € et le carnet de 10 tickets passe à 7,30 €. L'abonnement mensuel passe lui à 14,60 € et le réseau ne lance pas d'abonnement annuel. La ligne d'Aucaleuc est exploité par un Renault PR 100.2, remplacant les anciens bus.
Un service à la demande est également ajouter plus tard sur le réseau pour deux secteurs de la ville avec un ticket unitaire à 2 €. Le service fonctionnait du lundi au samedi de 8 h 0 à 18 h 0 et la réservation ce faisait au plus tard avant 12 h 0 la veille de la date de transport souhaitée. Des horaires spécifiques pour les scolaires sont également mis en place sur les trois lignes, entre 7 h 10 et 8 h 15, avec deux départs.
En septembre 2005, lors du lancement du réseau interurbain Ti'Bus, la ligne périurbaine d'Aucaleuc y est intégrée et deviens la ligne 13bis, et depuis 2019, la 18 sous l'actuel réseau BreizhGo[réf. souhaitée].
En 2008, le conseil de la communauté de communes de Dinan (CODI) s'est doté de la compétence transport en commun avec l'intention de créer un réseau ambitieux. Celui-ci desservirait les bourgs des différentes communes toutes les vingt minutes et posséderait une vingtaine d'autobus. Courant 2011, Claude Leborgne, maire de Trélivan et responsable du dossier, annonce que ce projet est repoussé à 2014 car celui-ci est cher et complexe à mettre en place. Le projet est finalement abandonné.
Les lignes en 2009 :
- Ligne 1 : 
  - Place Duclos ↔ Fontaine des Eaux
  - Place Duclos ↔ André Aubert ↔ Fontaine des eaux
- Ligne 2 : Place Duclos ↔ Gare ↔ Hôpital
- Ligne 3
  - Place Duclos ↔ Sainte-Anne
  - Place Duclos ↔ Rue de Brest ↔ Duguesclin ↔ Sainte-Anne
- Ligne 4 : Place Duclos ↔ Le Port ↔ Auberge de jeunesse

Les lignes en 2012 :
- Ligne 1 : Place Duclos ↔ Fontaine des eaux
- Ligne 2 : Place Duclos ↔ Gare ↔ Pôle santé
- Ligne 3 : Place Duclos ↔ Quartier de l'Europe ↔ Sainte-Anne

En janvier 20217, la gestion du service est reprise par Dinan Agglomération.
Dinanbus est arrêté en décembre 2018 et remplacé par le réseau Dinamo !.

### RéseauDinamo!(depuis 2018)

#### Lancement et première extension
Le 1er décembre 2018, le réseau de bus Dinamo ! est lancé avec quatre lignes à accès totalement gratuit,,. Choisi au détriment de Din'bus ou Dinanous par la commission transport de l'agglomération, le nom Dinamo est la contraction de Dinan Agglomération Mobilité.
Les navettes estivales sont lancées dès l'été 2019.
Le 1er octobre 2022, le réseau s'agrandit. De nouveaux arrêts dont proposés sur les lignes 1 et 4. Cette dernière est notamment reliée à la gare de Dinan, permettant d'avoir des correspondances avec le réseau BreizhGo. Elle est également étendue dans la commune de Lanvallay, afin de desservir les nouveaux quartiers au sud. Une cinquième ligne est déployée pour aller de Dinan à Trélivan,,.

#### Transition énergétique

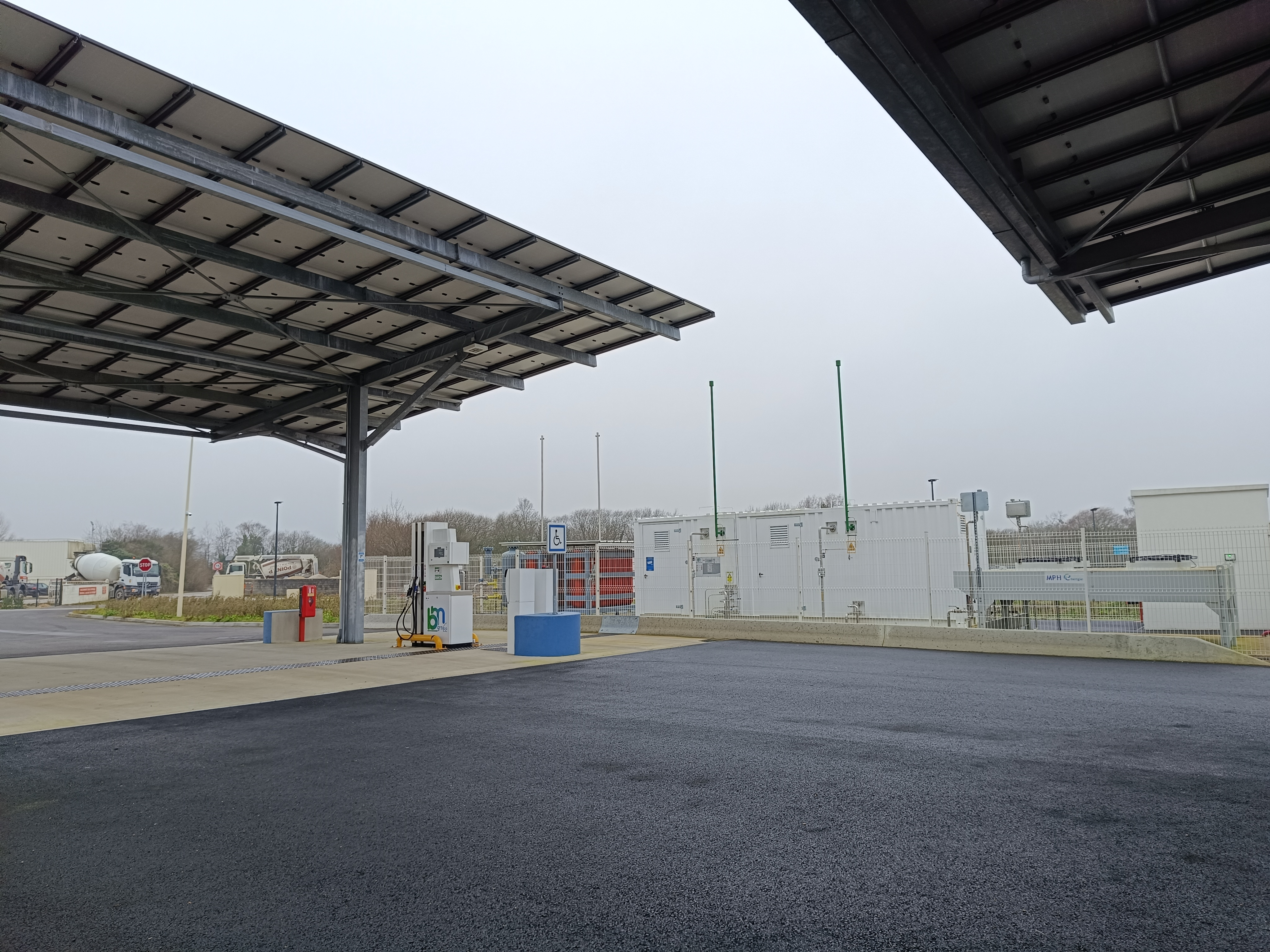
Station GNC, construite en 2023 à Quévert.

En janvier 2024, trois nouveaux véhicules roulant avec une motorisation au GNV arrivent sur le réseau. Le gaz utilisé est de type GNC, soit de forme comprimée à environ 200 bars dans les réservoirs spécifiques du véhicule. La réforme de trois des quatre véhicules Diesel se fait dans la foulée. Un trajet inaugural entre le siège de Dinan Agglomération et la station GNV de Quévert s'est effectué le vendredi 13 janvier 2024 dans l'un des nouveaux véhicules avec les élus de l'agglomération, des journalistes et la direction de Transdev CAT 22,.
Le choix de cette transition énergétique est fait notamment par l'agglomération de Dinan, ainsi que l'exploitant délégataire Transdev CAT 22. Une station GNV est construite puis inaugurée en octobre 2022 dans la commune de Quévert. Elle est la première du département. Ce projet est porté par le Syndicat Départemental d'Energie des Côtes-d'Armor (SDE 22) et intégrée au plan de déploiement breton. Il représente un investissement de 1,39 million d'euros, financé à hauteur de 250 000 € par le fonds européen de développement régional (FEDER). Le reste du financement a été assuré par la société d'économie mixte Energies 22 (60 %), la Banque des territoires (15 %) et des banques privées. Les bus du réseau Dinamo ! sont les premiers véhicules faisant partie des collectivités locales à passer au gaz. Viendront par la suite les camions poubelles et autres véhicules des services techniques.
En parallèle, le réseau est complété dès le 2 avril 2024 par le service Dinamo Access’, un service de transport à la demande destiné aux personnes à mobilité réduite avec une invalidité supérieure à 80 %.

#### Seconde extension
En 2022, lors de la présentation de l'agrandissement du réseau, certains maires marquent leurs mécontentements du fait que leurs communes ne soient pas reliées à Dinamo !. Une étude est donc prévue pour les communes de Saint-Carné et Saint-Samson-sur-Rance. Concernant la commune d'Aucaleuc, déjà desservie par la ligne 18 du réseau BreizhGo, l'agglomération est en discussion avec la Région et a été ciblée comme étant la priorité numéro une,.
Cette extension se concrétise le 1er septembre 2025 avec le transfert de quatre lignes périurbaines BreizhGo au réseau Dinamo !, :
- la ligne 11 reliant Langrolay-sur-Rance à Dinan via Pleslin-Trigavou devient la ligne 6 ;
- la ligne 16 reliant Broons à Dinan via Saint-Carné et Le Hinglé devient la ligne 7 ;
- la ligne 18 reliant Aucaleuc à Dinan et prolongée jusqu'à Plélan-le-Petit devient la ligne 8 ;
- la ligne 13 reliant Saint-Cast-le-Guildo à Dinan, avec desserte de l'ESAT devient la ligne 9.

## Le réseau

Localisation du réseau urbain (bleu clair) et réseau scolaire (bleu foncé) de Dinan Agglomération dans les Côtes-d'Armor.

### Présentation
Le réseau de bus Dinamo ! dessert cinq communes de Dinan Agglomération : Dinan, Léhon, Quévert, Taden, Lanvallay, Trélivan et la zone de L'Aublette, soit environ 27 500 habitants.
Le réseau scolaire dessert un total de seize communes, uniquement dans le secteur Ouest de l'agglomération, pour les collèges de Créhen et de Plancoët.
Deux lignes spécifiques sont également mises en place chaque été pour les sites touristiques et de loisirs du territoire.

### Les lignes actuelles
Le réseau est aujourd'hui composé, au 1er octobre 2022, de plusieurs familles de lignes :
- les lignes principales (1, 2, 3, 4 et 5) ;
- les lignes scolaires ;
- les lignes estivale (circuit n°1) et festive (circuit n°2).

#### Les lignes principales
Le réseau Dinamo ! dispose actuellement de cinq lignes urbaines/périurbaines. Les lignes 1 à 4 ont été mises en service à partir de décembre 2018 (date de lancement du nouveau réseau) ; la ligne 5 est elle ouverte depuis octobre 2022. Le lieu de correspondance de ces cinq lignes se situe à la gare de Dinan, où elles permettent également une correspondance proche avec le réseau interurbain BreizhGo. Elles sont toutes exploitées par le transporteur CAT 22, filiale de Transdev.
La ligne 1 part de Dinan - La Nourais pour aller à Quévert - Bourg en desservant ces deux communes plus celle de Léhon. Elle dispose de 21 arrêts et a une longueur d'environ 12,5 km pour une durée de 26 min. Elle fonctionne du lundi au samedi, sauf jours fériés, de 6 h 50 à 19 h 48. Les deux premiers horaires en début de ligne ne roulent pas le samedi. L'arrêt Printanier dispose d'une aire de covoiturage.
La ligne 2 fait son départ et son arrivée au même endroit, à Dinan - Deroyer et dessert uniquement la partie nord de Dinan. Cette ligne circulaire dispose de 17 arrêts et a une longueur d'environ 5,4 km pour une durée de 25 min. Elle fonctionne du lundi au samedi, sauf jours fériés, de 7 h 5 à 20 h 5. Les deux premiers horaires ne roulent pas le samedi

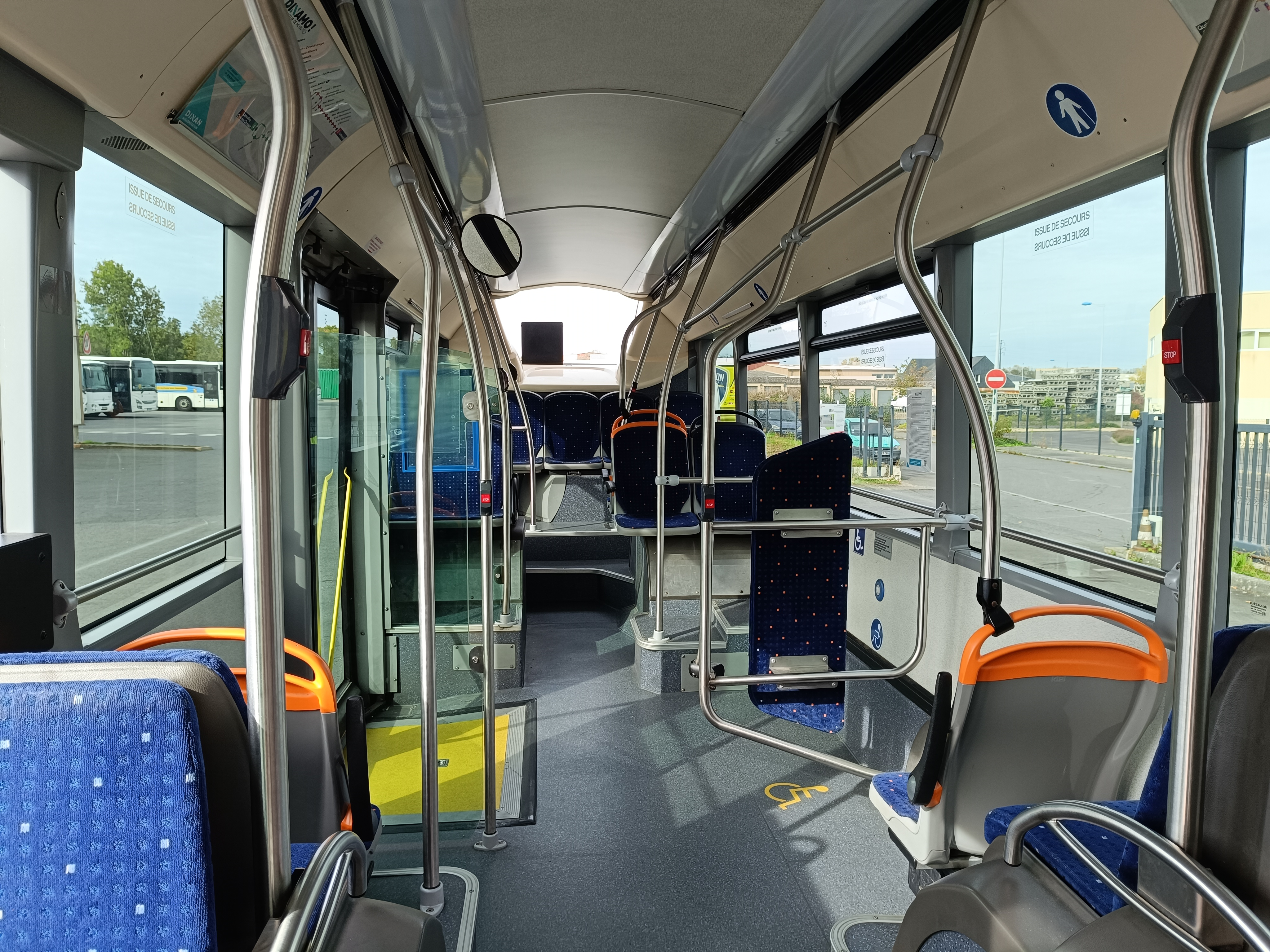
Vue de l'intérieur d'un bus du réseau.

La ligne 3 part de Dinan - La Nourais pour aller à Taden - Mairie en desservant ces deux communes uniquement. Elle dispose de 27 arrêts pour une durée de 33 min. Elle fonctionne du lundi au samedi, sauf jours fériés, de 6 h 50 à 20 h 42. Les deux premiers horaires en débuts de ligne ne roulent pas le samedi. L'arrêt Dombriand dispose d'une aire de covoiturage. Du fait de l'arrivée de nouveaux véhicules plus larges (2 330 mm à 2 550 mm), cette ligne voit une légère modification de son itinéraire à partir de février 2023.
La ligne 4 part de Dinan - Deroyer pour aller à Lanvallay - Clos des ormeaux en desservant ces deux communes uniquement. Elle dispose de 20 arrêts pour une durée de 24 min. Elle fonctionne du lundi au samedi, sauf jours fériés, de 7 h 6 à 19 h 54. Les deux premiers horaires en débuts de ligne ne roulent pas le samedi. L'arrêt Clos des Landes dispose d'une aire de covoiturage. Cette ligne pose problème pour les habitants de Lanvallay, notamment sur la capacité du véhicule dédié qui dispose d'une vintaine de place au heure de pointe.
La ligne 5 part de Trélivan - Mairie pour aller à Quévert - Préval en desservant ces deux communes plus celle de Dinan. Elle dispose de 18 arrêts pour une durée de 24 min. Elle fonctionne du lundi au samedi, sauf jours fériés, de 7 h 20 à 19 h 39. Les deux premiers horaires en débuts de ligne ne roulent pas le samedi.
À noter qu'aucune de ces lignes est totalement équipée pour les PMR. Seulement quelques arrêts sont à accessibilité dite « confortable ». Cependant, tous les véhicules sont munis d'une rampe dépliable manuelle ou électrique.
| Ligne | Caractéristiques | Caractéristiques                               | Caractéristiques                               | Caractéristiques                               | Caractéristiques                               | Caractéristiques                               | Caractéristiques                               | Caractéristiques                               | Caractéristiques                               |
| 1     | Quévert - Bourg ⥋ Dinan - La Nourais | Quévert - Bourg ⥋ Dinan - La Nourais           | Quévert - Bourg ⥋ Dinan - La Nourais           | Quévert - Bourg ⥋ Dinan - La Nourais           | Quévert - Bourg ⥋ Dinan - La Nourais           | Quévert - Bourg ⥋ Dinan - La Nourais           | Quévert - Bourg ⥋ Dinan - La Nourais           | Quévert - Bourg ⥋ Dinan - La Nourais           | Quévert - Bourg ⥋ Dinan - La Nourais           |
| ----- | --- | ---------------------------------------------- | ---------------------------------------------- | ---------------------------------------------- | ---------------------------------------------- | ---------------------------------------------- | ---------------------------------------------- | ---------------------------------------------- | ---------------------------------------------- |
| 1     | Ouverture / Fermeture décembre 2018 / — | Longueur 12,5 km                               | Durée 26 min                                   | Nb. d’arrêts 21                                | Matériel Iveco Urbanway 10 CNG                 | Jours de fonctionnement L, Ma, Me, J, V, S     | Jour / Soir / Nuit / Fêtes O / N / N / N       | Voy. / an —                                    | Exploitant Transdev - CAT 22                   |
| 1     | Desserte : - Ville et lieux desservis : Quévert (Hippodrome) - Dinan - Léhon. - Gares desservies : Gare de Dinan. |                                                |                                                |                                                |                                                |                                                |                                                |                                                |                                                |
| 1     | Autre : - Arrêts accessibles aux PMR : - Amplitudes horaires : la ligne fonctionne du lundi au samedi sauf jours fériés de 6 h 50 à 19 h 48. Les deux premiers horaires en débuts de ligne ne roulent pas le samedi. - Particularités : certains arrêts sont en correspondances avec le réseau BreizhGo. L'arrêt Printanier dispose d'une aire de covoiturage. - Date de dernière mise à jour : 23 décembre 2023.     |                                                |                                                |                                                |                                                |                                                |                                                |                                                |                                                |
| 1     | Dernière actualisation : — |                                                |                                                |                                                |                                                |                                                |                                                |                                                |                                                |
| 2     | Dinan - Deroyer ⥋ Dinan - Ecuyer (circulaire) | Dinan - Deroyer ⥋ Dinan - Ecuyer (circulaire)  | Dinan - Deroyer ⥋ Dinan - Ecuyer (circulaire)  | Dinan - Deroyer ⥋ Dinan - Ecuyer (circulaire)  | Dinan - Deroyer ⥋ Dinan - Ecuyer (circulaire)  | Dinan - Deroyer ⥋ Dinan - Ecuyer (circulaire)  | Dinan - Deroyer ⥋ Dinan - Ecuyer (circulaire)  | Dinan - Deroyer ⥋ Dinan - Ecuyer (circulaire)  | Dinan - Deroyer ⥋ Dinan - Ecuyer (circulaire)  |
| 2     | Ouverture / Fermeture décembre 2018 / — | Longueur 5,4 km                                | Durée 25 min                                   | Nb. d’arrêts 17                                | Matériel Iveco Urbanway 10 CNG                 | Jours de fonctionnement L, Ma, Me, J, V, S     | Jour / Soir / Nuit / Fêtes O / N / N / N       | Voy. / an —                                    | Exploitant Transdev - CAT 22                   |
| 2     | Desserte : - Ville et lieux desservis : Dinan - Taden. - Gares desservies : Gare de Dinan. |                                                |                                                |                                                |                                                |                                                |                                                |                                                |                                                |
| 2     | Autre : - Arrêts accessibles aux PMR : - Amplitudes horaires : la ligne fonctionne du lundi au samedi sauf jours fériés de 7 h 5 à 20 h 5. Les deux premiers horaires ne roulent pas le samedi. - Particularités : la ligne fonctionne en forme de boucle. Certains arrêts sont en correspondances avec le réseau BreizhGo. - Date de dernière mise à jour : 23 décembre 2023.                                        |                                                |                                                |                                                |                                                |                                                |                                                |                                                |                                                |
| 2     | Dernière actualisation : — |                                                |                                                |                                                |                                                |                                                |                                                |                                                |                                                |
| 3     | Taden - Mairie ⥋ Dinan - La Nourais | Taden - Mairie ⥋ Dinan - La Nourais            | Taden - Mairie ⥋ Dinan - La Nourais            | Taden - Mairie ⥋ Dinan - La Nourais            | Taden - Mairie ⥋ Dinan - La Nourais            | Taden - Mairie ⥋ Dinan - La Nourais            | Taden - Mairie ⥋ Dinan - La Nourais            | Taden - Mairie ⥋ Dinan - La Nourais            | Taden - Mairie ⥋ Dinan - La Nourais            |
| 3     | Ouverture / Fermeture décembre 2018 / — | Longueur —                                     | Durée 33 min                                   | Nb. d’arrêts 27                                | Matériel Iveco Urbanway 10 CNG                 | Jours de fonctionnement L, Ma, Me, J, V, S     | Jour / Soir / Nuit / Fêtes O / N / N / N       | Voy. / an —                                    | Exploitant Transdev - CAT 22                   |
| 3     | Desserte : - Ville et lieux desservis : Taden (Centre commercial Cap Rance) - Dinan (Place Duclos-Pinot, Hôpital, Complexe sportif de La Nourais). - Gares desservies : Gare de Dinan. |                                                |                                                |                                                |                                                |                                                |                                                |                                                |                                                |
| 3     | Autre : - Arrêts accessibles aux PMR : - Amplitudes horaires : la ligne fonctionne du lundi au samedi sauf jours fériés de 6 h 50 à 20 h 42. Les deux premiers horaires en débuts de ligne ne roulent pas le samedi. - Particularités : certains arrêts sont en correspondances avec le réseau BreizhGo. L'arrêt Dombriand dispose d'une aire de covoiturage. - Date de dernière mise à jour : 23 décembre 2023.      |                                                |                                                |                                                |                                                |                                                |                                                |                                                |                                                |
| 3     | Dernière actualisation : — |                                                |                                                |                                                |                                                |                                                |                                                |                                                |                                                |
| 4     | Dinan - Deroyer ⥋ Lanvallay - Clos des ormeaux | Dinan - Deroyer ⥋ Lanvallay - Clos des ormeaux | Dinan - Deroyer ⥋ Lanvallay - Clos des ormeaux | Dinan - Deroyer ⥋ Lanvallay - Clos des ormeaux | Dinan - Deroyer ⥋ Lanvallay - Clos des ormeaux | Dinan - Deroyer ⥋ Lanvallay - Clos des ormeaux | Dinan - Deroyer ⥋ Lanvallay - Clos des ormeaux | Dinan - Deroyer ⥋ Lanvallay - Clos des ormeaux | Dinan - Deroyer ⥋ Lanvallay - Clos des ormeaux |
| 4     | Ouverture / Fermeture décembre 2018 / — | Longueur —                                     | Durée 24 min                                   | Nb. d’arrêts 20                                | Matériel Iveco Daily Access CNG                | Jours de fonctionnement L, Ma, Me, J, V, S     | Jour / Soir / Nuit / Fêtes O / N / N / N       | Voy. / an —                                    | Exploitant Transdev - CAT 22                   |
| 4     | Desserte : - Ville et lieux desservis : Lanvallay - Dinan. - Gares desservies : Gare de Dinan. |                                                |                                                |                                                |                                                |                                                |                                                |                                                |                                                |
| 4     | Autre : - Arrêts accessibles aux PMR : - Amplitudes horaires : la ligne fonctionne du lundi au samedi sauf jours fériés de 7 h 6 à 19 h 54. Les deux premiers horaires en débuts de ligne ne roulent pas le samedi. - Particularités : certains arrêts sont en correspondances avec le réseau BreizhGo. L'arrêt Clos des Landes dispose d'une aire de covoiturage. - Date de dernière mise à jour : 23 décembre 2023. |                                                |                                                |                                                |                                                |                                                |                                                |                                                |                                                |
| 4     | Dernière actualisation : — |                                                |                                                |                                                |                                                |                                                |                                                |                                                |                                                |
| 5     | Trélivan - Mairie ⥋ Quévert - Préval | Trélivan - Mairie ⥋ Quévert - Préval           | Trélivan - Mairie ⥋ Quévert - Préval           | Trélivan - Mairie ⥋ Quévert - Préval           | Trélivan - Mairie ⥋ Quévert - Préval           | Trélivan - Mairie ⥋ Quévert - Préval           | Trélivan - Mairie ⥋ Quévert - Préval           | Trélivan - Mairie ⥋ Quévert - Préval           | Trélivan - Mairie ⥋ Quévert - Préval           |
| 5     | Ouverture / Fermeture octobre 2022 / — | Longueur —                                     | Durée 24 min                                   | Nb. d’arrêts 18                                | Matériel Iveco Daily Access CNG                | Jours de fonctionnement L, Ma, Me, J, V, S     | Jour / Soir / Nuit / Fêtes O / N / N / N       | Voy. / an —                                    | Exploitant Transdev - CAT 22                   |
| 5     | Desserte : - Ville et lieux desservis : Trélivan - Dinan - Quévert - Gares desservies : Gare de Dinan. |                                                |                                                |                                                |                                                |                                                |                                                |                                                |                                                |
| 5     | Autre : - Arrêts accessibles aux PMR : - Amplitudes horaires : la ligne fonctionne du lundi au samedi sauf jours fériés de 7 h 20 à 19 h 39. Les deux premiers horaires en débuts de ligne ne roulent pas le samedi. - Particularités : certains arrêts sont en correspondances avec le réseau BreizhGo. - Date de dernière mise à jour : 23 décembre 2023.                                                           |                                                |                                                |                                                |                                                |                                                |                                                |                                                |                                                |
| 5     | Dernière actualisation : — |                                                |                                                |                                                |                                                |                                                |                                                |                                                |                                                |

#### Les lignes scolaires
Le réseau scolaire Dinamo ! Scolaire comporte dix lignes PC01 à PC10 ainsi que les doublages scolaires des lignes 6, 8 et 9. Elles desservent uniquement de secteur Ouest de l'agglomération de Dinan, soit la plupart de l'ancienne communauté de communes Plancoët-Plélan et quelques villes en plus, pour un total de seize communes. Ce service dessert uniquement le collège Chateaubriand de Plancoët et le collège Immaculée Conception de Créhen. Depuis le 1er mars 2022, Dinan Agglomération a délégué la gestion des scolaires à la société Transdev CAT 22. Certaines de ces lignes sont sous-traitées par les transporteurs locaux Le Vacon et RGO.
Les seize communes concernées sont :
- Beaussais-sur-Mer
- Bourseul
- Corseul
- Créhen
- Landébia
- Languenan
- Plancoët
- Plélan-le-Petit
- Pléven
- Plorec-sur-Arguenon
- Pluduno
- Saint-Jacut-de-la-Mer
- Saint-Lormel
- Saint-Maudez
- Saint-Méloir-des-Bois
- Saint-Michel-de-Plélan

Entre 2025 et 2026, l'agglomération va récupérer progressivement les autres lignes scolaires sur son territoire. 

#### Les lignes estivales et festives
Durant chaque été, l'agglomération met en place deux lignes spécifiques liés aux sites touristiques et de loisirs du territoire, en complémentarité du réseau régional BreizhGo, avec la possibilité de transporter sont vélo, sous réservation.
| Ligne       | Caractéristiques | Caractéristiques                            | Caractéristiques                            | Caractéristiques                            | Caractéristiques                            | Caractéristiques                            | Caractéristiques                            | Caractéristiques                            | Caractéristiques                            |
| Circuit n°1 | Ligne estivale | Ligne estivale                              | Ligne estivale                              | Ligne estivale                              | Ligne estivale                              | Ligne estivale                              | Ligne estivale                              | Ligne estivale                              | Ligne estivale                              |
| Circuit n°1 | Dinan - Gare ⥋ Sables-d'Or-les-Pins - Plage | Dinan - Gare ⥋ Sables-d'Or-les-Pins - Plage | Dinan - Gare ⥋ Sables-d'Or-les-Pins - Plage | Dinan - Gare ⥋ Sables-d'Or-les-Pins - Plage | Dinan - Gare ⥋ Sables-d'Or-les-Pins - Plage | Dinan - Gare ⥋ Sables-d'Or-les-Pins - Plage | Dinan - Gare ⥋ Sables-d'Or-les-Pins - Plage | Dinan - Gare ⥋ Sables-d'Or-les-Pins - Plage | Dinan - Gare ⥋ Sables-d'Or-les-Pins - Plage |
| ----------- | --- | ------------------------------------------- | ------------------------------------------- | ------------------------------------------- | ------------------------------------------- | ------------------------------------------- | ------------------------------------------- | ------------------------------------------- | ------------------------------------------- |
| Circuit n°1 | Ouverture / Fermeture — / — | Longueur —                                  | Durée 1 h 15 min                            | Nb. d’arrêts 7                              | Matériel —                                  | Jours de fonctionnement Ma, J, S, D         | Jour / Soir / Nuit / Fêtes O / N / N / N    | Voy. / an —                                 | Exploitant Transdev - CAT 22                |
| Circuit n°1 | Desserte : - Ville et lieux desservis : Dinan - Corseul - Plancoët - Matignon - Plévenon - Cap Fréhel - Sables-d'Or-les-Pins. - Gares desservies : Gare de Dinan.                                                                               |                                             |                                             |                                             |                                             |                                             |                                             |                                             |                                             |
| Circuit n°1 | Autre : - Arrêts accessibles aux PMR : - Amplitudes horaires : la ligne fonctionne uniquement chaque été. - Particularités : certains arrêts sont en correspondances avec le réseau BreizhGo. - Date de dernière mise à jour : 14 janvier 2023. |                                             |                                             |                                             |                                             |                                             |                                             |                                             |                                             |
| Circuit n°1 | Dernière actualisation : — |                                             |                                             |                                             |                                             |                                             |                                             |                                             |                                             |
| Circuit n°2 | Ligne festive | Ligne festive                               | Ligne festive                               | Ligne festive                               | Ligne festive                               | Ligne festive                               | Ligne festive                               | Ligne festive                               | Ligne festive                               |
| Circuit n°2 | Dinan - Gare ⥋ Broons - Centre |                                             |                                             |                                             |                                             |                                             |                                             |                                             |                                             |
| Circuit n°2 | Ouverture / Fermeture — / — | Longueur —                                  | Durée 1 h 05 min                            | Nb. d’arrêts 6                              | Matériel —                                  | Jours de fonctionnement L, Me, V            | Jour / Soir / Nuit / Fêtes O / N / N / N    | Voy. / an —                                 | Exploitant Transdev - CAT 22                |
| Circuit n°2 | Desserte : - Ville et lieux desservis : Dinan - Évran - Saint-André-des-Eaux - Plouasne - Caulnes - Broons. - Gares desservies : Gare de Dinan.                                                                                                 |                                             |                                             |                                             |                                             |                                             |                                             |                                             |                                             |
| Circuit n°2 | Autre : - Arrêts accessibles aux PMR : - Amplitudes horaires : la ligne fonctionne uniquement chaque été. - Particularités : certains arrêts sont en correspondances avec le réseau BreizhGo. - Date de dernière mise à jour : 14 janvier 2023. |                                             |                                             |                                             |                                             |                                             |                                             |                                             |                                             |
| Circuit n°2 | Dernière actualisation : — |                                             |                                             |                                             |                                             |                                             |                                             |                                             |                                             |

### Pôle d'échanges multimodal
Le parvis de la gare est entièrement remodelé et livré en décembre 2020. Les places de cars de l'ancienne gare routière sont supprimées afin de laisser place à un square urbain de 400 m par 45 m. Une grande partie est végétalisée et mesure 235 m par 20 m. Le côté rail de ce square dispose d'une voie avec arrêts de bus pour le réseau Dinamo ! ; pour le côté bâtiment, l'ancienne voie est désormais en sens unique.

### Intermodalité
Dix lignes du réseau régional BreizhGo desservant Dinan Agglomération sont en correspondances avec le réseau Dinamo !, plus une ligne ferroviaire TER Bretagne et une navette maritime, :
- Lignes d'autocar :

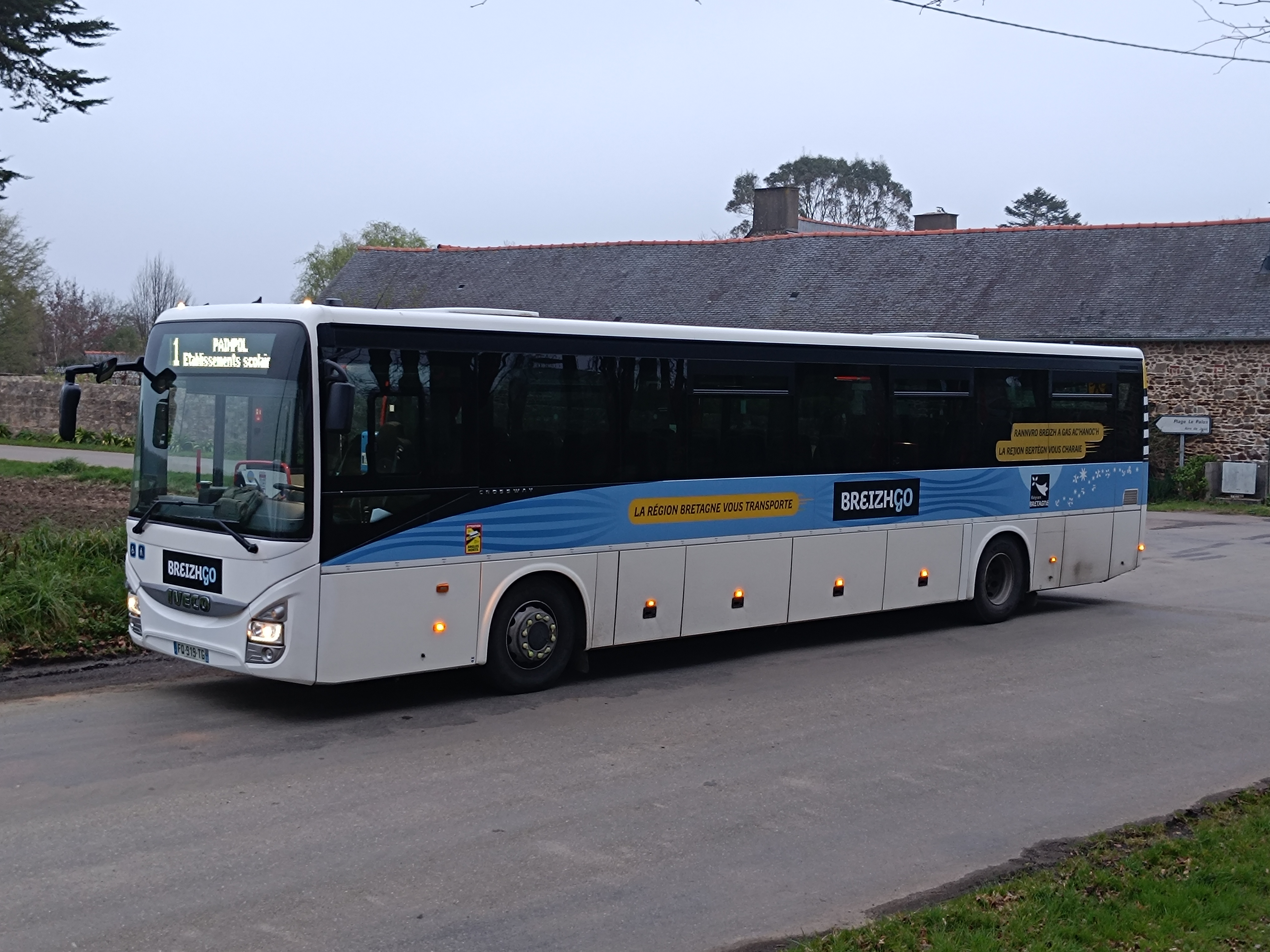
Un Iveco Bus Crossway du réseau BreizhGo.

  - la ligne 7, passant par Dinan, au départ de Dinard pour aller à Rennes ;
  - la ligne 10, pour aller en direction de Saint-Malo ;
  - la ligne 11, pour aller en direction de Langrolay-sur-Rance ;
  - la ligne 12, pour aller en direction de Saint-Jacut-de-la-Mer et Lancieux ;
  - la ligne 13, pour aller en direction de Saint-Cast-le-Guildo ;
  - la ligne 15, pour aller en direction de Jugon-les-Lacs ;
  - la ligne 16, pour aller en direction de Broons ;
  - la ligne 17, pour aller en direction de Montauban-de-Bretagne ;
  - la ligne 18, pour aller en direction de Aucaleuc ;
  - la ligne 19, pour aller en direction de Saint-Brieuc en direct, uniquement le lundi matin et le vendredi soir.

- Autre :
  - la ligne ferroviaire SNCF du réseau TER Bretagne, pour aller en direction de Saint-Brieuc ou Dol-de-Bretagne ;
  - la navette maritime du réseau Compagnie Corsaire, pour aller en direction de Saint-Malo, uniquement l'été.

### Identité visuelle

#### Logos

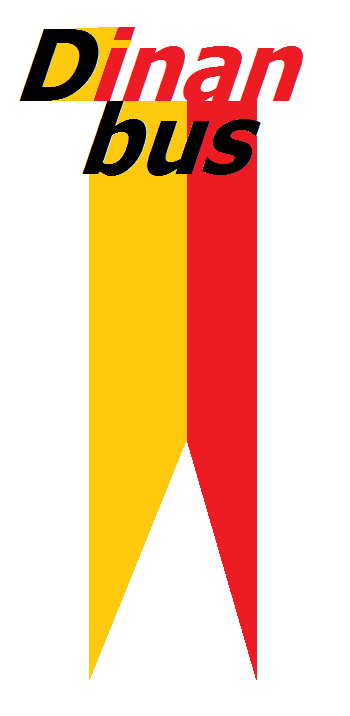
Reproduction du logo de Dinanbus de 1999.

Les transports en commun de Dinan ont disposé de trois logos. Le premier date de 1999 et est de couleur rouge et jaune avec l'inscription Dinanbus. Un second logo a été créé, semblable au premier.
Le troisième et actuel logo est semblable au logo de Dinan Agglomération. La police d'écriture et la couleur du texte Dinamo ! est la même.

#### Livrée des véhicules

Vue arrière d'un Heuliez GX 137 du réseau.

La livrée du véhicule de Dinanbus est entièrement de couleur blanche munie de stickers du logo du réseau aux couleurs jaune et rouge ayant la forme d'un fanion.
La livrée des véhicules Dinamo ! est différente en fonction du type de carrosserie :
- les minibus de petites tailles sont entièrement peints en blanc avec des stickers du logo du réseau ;
- les minibus plus gros et les midibus sont munis d'une peinture de couleur turquoise pour les parties avant et arrière, la partie du centre du véhicule est elle de couleur blanche. Dans l'empattement est collé les stickers du logo du réseau.

Une nouvelle livrée est arrivée avec la venue des midibus à gaz. Celle-ci est identique à la précédente mais présente des stickers de feuilles sur l'ensemble du véhicule.

## L'exploitant CAT 22

### Historique
En 2009, les bureaux de l'entreprise, qui étaient situés 6 rue du Combat-des-Trente à Saint-Brieuc (48° 30′ 38″ N, 2° 45′ 31″ O), ont déménagé dans les locaux actuels situés 7 rue Max-le-Bail, également à Saint-Brieuc (48° 30′ 18″ N, 2° 44′ 25″ O). L'ancien dépôt de Saint-Brieuc était situé rue du Dr-Lamaze (48° 30′ 16″ N, 2° 44′ 18″ O), sur l'emplacement actuel du parking de cars de l'entreprise. Les deux anciens ateliers ont été démolis en 2009.
Concernant le site de Dinan (bureau et atelier), celui-ci a toujours été au même endroit, situé rue du Petit-Pré à Quévert (48° 27′ 28″ N, 2° 04′ 04″ O). Pour l'agence commerciale, celle-ci se situe dans le batiment de la gare, rue Deroyer (48° 27′ 24″ N, 2° 03′ 15″ O).
L'entreprise dispose de trois dépôts se situant à Saint-Brieuc, Dinan et Lannion, afin de pouvoir développer au mieux ses activités dans le département.

### Activités pour le réseauDinamo!
La Compagnie Armoricaine de Transport des Côtes-d'Armor (CAT 22), filiale du groupe Transdev, exploite le réseau Dinamo ! depuis son lancement le 1er décembre 2018 par un contrat d'« Obligations de service public » (OSP), ainsi que d'autres réseaux urbains du département et le réseau interurbain BreizhGo 22. Elle compte un actionnaire public : Dinan Agglomération. Il a été reconduit au 1er octobre 2022 pour une durée de huit ans jusqu'au 31 juillet 2030.
Un second contrat de cinq ans à compter du 1er septembre 2025 a été attribué à la CAT 22, unique candidat en lice pour les lignes 6 à 9 issues du réseau BreizhGo, ainsi que les services scolaires que l'agglomération va prendre en charge d'ici 2026,.
Ce contrat d'OSP définit les modalités respectives de l'autorité organisatrice (Dinan Agglomération) et de l'exploitant (Compagnie Armoricaine de Transport des Côtes-d'Armor).
Les missions de Dinan Agglomération portent sur :
- la définition de la politique générale des déplacements sur le périmètre de transport urbain ;
- la définition des services (création, modification ou suppression de lignes, changements d'itinéraires, de services ou d'horaires) ;
- la définition de la politique tarifaire ;
- la mise en œuvre d'un contrôle de l'exploitant afin de s'assurer qu'il respecte ses obligations ;
- la réalisation des investissements.

Les missions de la Compagnie Armoricaine de Transport des Côtes-d'Armor portent sur :
- la mise en œuvre de la politique définie par Dinan Agglomération ;
- la gestion des relations institutionnelles et celles avec les usagers et la mise en œuvre des actions d'information auprès de ces derniers ;
- la fourniture des moyens (humains et matériels nécessaires) à l'exploitation du réseau autres que ceux fournis par l'agglomération ;
- l'entretien et maintenance des véhicules, des biens mis à disposition et du mobilier urbain ;
- les propositions d'adaptations et études relatives au réseau ;
- la mise en place et gestion des outils et services de mobilités (aux entreprises ou sociale) ;
- l'identification des besoins en termes d'investissements : élaboration de cahiers des charges, suivi des déploiements, etc. ;
- la réalisation des études nécessaires à l'organisation des déplacements.

## Exploitation

### Matériel roulant

#### Les véhicules actuels
| Caractéristiques                                | Caractéristiques      | Caractéristiques              | Photos |
| ----------------------------------------------- | --------------------- | ----------------------------- | ------ |
| Dietrich Noventis 420                           |                       |                               |        |
| Type : minibus                                  | Quantité : 1          | Numéro de parc : ?            |        |
| Mise en service : ?                             | Ligne : 4             | Exploitants : Transdev CAT 22 |        |
| Notes Acheté neuf. Véhicule de réserve.         |                       |                               |        |
| Heuliez GX 137                                  |                       |                               |        |
| Type : midibus                                  | Quantité : 1          | Numéros de parc :             |        |
| Mise en service : 2018                          | Lignes : 1, 2, 3 et 5 | Exploitants : Transdev CAT 22 |        |
| Notes Achetés d'occasions. Véhicule de réserve. |                       |                               |        |
| Indcar Mobi LE L8,5                             |                       |                               |        |
| Type : minicar                                  | Quantité : 1          | Numéro de parc : 37542        |        |
| Mise en service : 2022                          | Ligne : 5             | Exploitants : Transdev CAT 22 |        |
| Notes Acheté neuf. Véhicule de réserve.         |                       |                               |        |
| Iveco Urbanway 10 CNG                           |                       |                               |        |
| Type : midibus                                  | Quantité : 3          | Numéros de parc : 75525, ?, ? |        |
| Mise en service : janvier 2024                  | Lignes : 1, 2, 3      | Exploitants : Transdev CAT 22 |        |
| Notes Achetés neufs. Motorisation au gaz.       |                       |                               |        |
| Iveco Daily Access CNG                          |                       |                               |        |
| Type : minibus                                  | Quantité : 2          | Numéros de parc :             |        |
| Mise en service : septembre 2024                | Lignes : 4 et 5       | Exploitants : Transdev CAT 22 |        |
| Notes Achetés neufs. Motorisation au gaz.       |                       |                               |        |

#### Les anciens véhicules

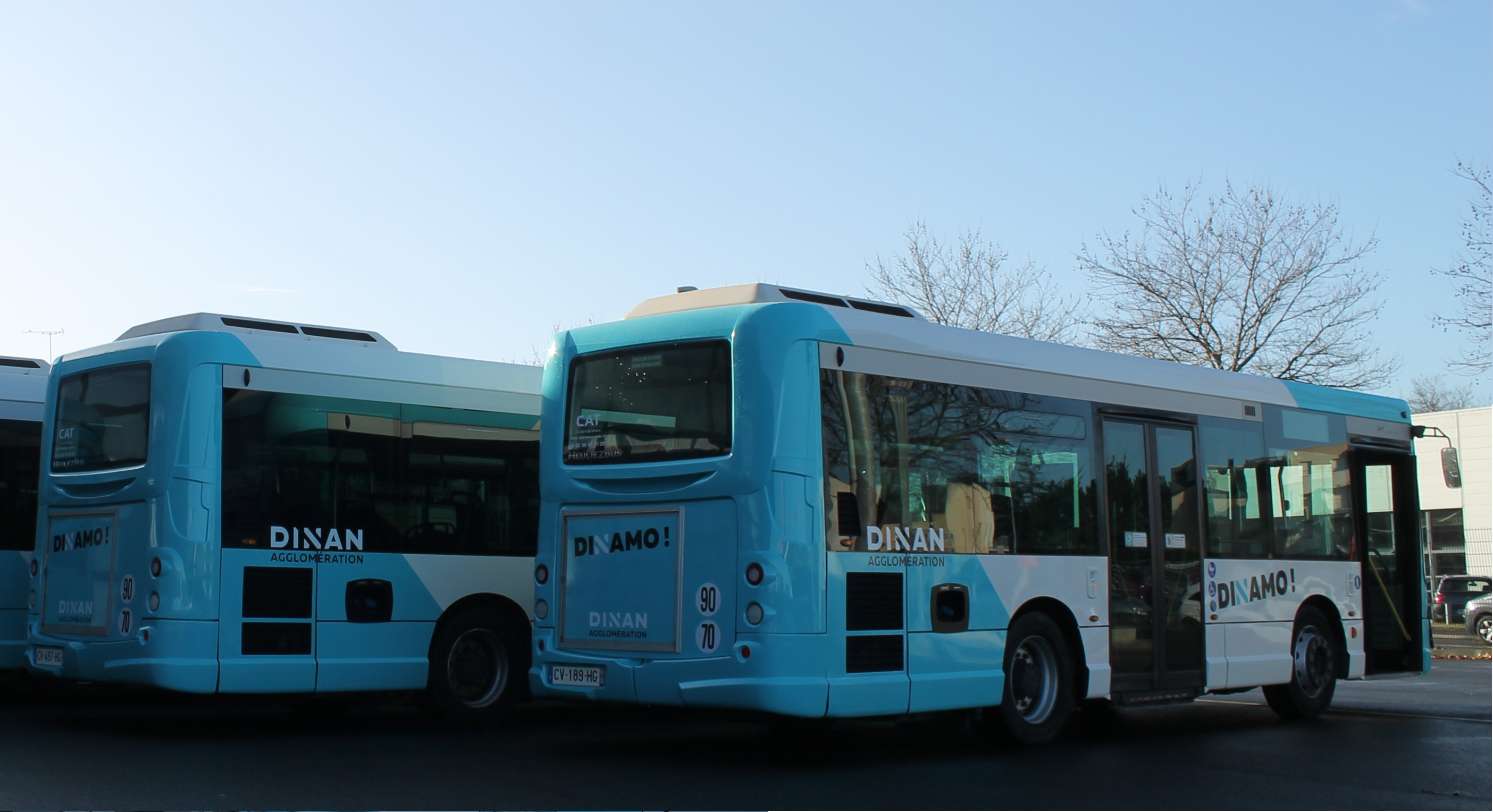
Vue arrière des deux anciens Heuliez GX 127.

L'ancien réseau Dinanbus a été équipé de plusieurs fourgons Citroën Jumper phase I carrossés en minibus de type Business. Ceux-ci étaient surbaissés et équipés de deux portes ainsi que d'une girouette à pastille. La ligne périurbaine qui reliait la commune d'Aucaleuc à Dinan, disposait d'autobus Renault PR 100.MI puis PR 100.2. Il y avait également auparavant des CBM LMB 12 et l'ancien CBM LMB 11 n°200 des TUB de Saint-Brieuc. Les minibus Citroën Jumper sont remplacés par un Dietrich Noventis 420, utilisé par la suite sur le second réseau.
En 2018, deux Heuliez GX 127 achetés d'occasion ont circulés sur le réseau. Ils ont été reformés en octobre 2022, à la suite de l'arrivée de deux autres Heuliez GX 137, aussi d'occasion. En juin 2024, trois des quatre Heuliez GX 137 sont réformés pour être remplacés par des Iveco Urbanway 10 CNG neuf.
Un Vehixel D City, acheté d'occasion, a été mis en service en 2018 pour être exploité sur la ligne 4. Il est reformé en 2024, à l'arrivée des Iveco Daily Access CNG.

### Agence commerciale et dépôt
Le réseau Dinamo ! dispose d'une agence commerciale située dans l'enceinte du bâtiment de la gare SNCF, rue Deroyer (48° 27′ 23″ N, 2° 03′ 15″ O). Les agents d'accueils permettent aux usagés du réseau de leurs transmettres des informations sur les lignes, arrêts et horaires pour leurs trajets.
Les véhicules du réseau sont remisés à un seul dépôt de bus, celui de la CAT 22 - Transdev, situé rue du Petit Pré à Quévert (48° 27′ 28″ N, 2° 04′ 04″ O). Il est desservi à distance par la ligne 5 à l'arrêt « Préval » mais n'accueil pas de clientèle.
Le dépôt à également pour mission d'assurer l'entretien préventif et curatif du matériel. L'entretien curatif ou correctif a lieu quand une panne ou un dysfonctionnement est signalé par un conducteur. Le dépôt est équipé d'un remisage non-couvert, d'un atelier, d'une station de lavage et d'une pompe à gazole et AdBlue. Certains véhicules roulants aux gaz doivent effectuer le plein dans une station annexe.

### Accidents et sécurité
Les accidents d'autobus sont toujours demeurés particulièrement rares ; leurs aspects souvent spectaculaires en fait un sujet de choix pour la presse.

### Tarification et financement
Depuis le déploiement du nouveau réseau Dinamo ! en décembre 2018, les élus de l'agglomération ont choisis la gratuitée totale pour les usagers. 
Le réseau Dinanbus avait une tarification basée, en 2018, sur un ticket vendu 0,90 € à l'unité et 7,60 € en carnet de dix ; une formule d'abonnement mensuel était également proposée.
Le financement du réseau est assuré par le versement mobilité, qui est à 0,40 % sur l'ensemble du territoire intercommunal depuis juillet 2024. Le montant collecté se monte à 1,4 million d'euros, dont 55 % servent au fonctionnement du réseau, le reste servant au financement d'autres services tels l'autopartage, le covoiturage ou le transport à la demande.